# Vimetera
La vimetera (Salix fragilis) és un arbre caducifoli de la família de les salicàcies, concretament dels salzes.
Té les branques joves lluents i sense pèls. Les fulles adultes sobrepassen els 10 cm de llargada, sense pèls al revers i tenen el pecíol d'1 a 2 cm. Les estípules śon arrodonides i petites. Floreix entre els mesos d'abril i maig.
Creix habitualment en zones de ribera i llocs humits de tota la zona temperada eurosiberiana.
A Catalunya es pot trobar sobretot entre els 0 i els 600 metres d'altitud. Més rarament entre els 600 i els 1.400 metres.
De la vimetera se n'obté el vímet, utilitzat en cistelleria. En l'agricultura tradicional i ecològica, és una de les espècies de salzes més utilitzat per a fer tanques o boscs de ribera amb salze coronadís.